# Amèlios
Amèlios o Ameli (grec antic: Ἀμέλιος; llatí: Amelius) fou un filòsof platònic que a les Suides se'l fa nascut a Apamea (Síria), però de qui Porfiri diu que va néixer a la Toscana.
Va ser deixeble de Plotí i mestre de Porfiri. Va citar l'opinió de Joan Evangelista sobre el Λόγος sense mencionar el nom de l'apòstol. Aquest comentari el va conservar Eusebi de Cesarea.